# Mike, der Taschengeldexperte
Mike (bis Ausgabe 01/1984 Mike, der Taschengeldexperte) war ein von 1978 bis 2007 alle zwei Monate erscheinender Werbecomic, der über die VR-Banken, wie auch die Hefte Sumsi und Marc & Penny, kostenlos verteilt wurde, um junge Volksbank-Neukunden zu werben. In den 29 Jahren erschienen 175 Ausgaben. Mit der Veröffentlichung des Heftes 03/2007 wurde die Produktion des Mike-Magazins eingestellt.
Seit Juli 2007 erscheint als Nachfolgereihe das Magazin Primax, in dem Mike und seine Freundin Tina zusammen mit den Figuren aus dem ebenfalls eingestellten Marc & Penny neue Geschichten erleben.
Mike ist eine Schöpfung der deutschen Comic-Zeichner Mali Beinhorn und Werner Büsch von der Comicwerkstatt Büsch-Beinhorn aus Emsdetten. An der Reihe arbeiteten zeitweilig auch Jan Gulbransson, Gabriel Nemeth, Hansi Kiefersauer und Ralph Ruthe mit.
Die Mike-Heftreihe wurde zuletzt von der Werbeagentur geno kom aus Münster in Westfalen produziert, die auch den Nachfolger Primax gemeinsam mit dem DG VERLAG herausgibt.

## Inhalt
Die Comic-Geschichten spielen in der fiktiven deutschen Stadt Sülzberg. Hier lebt Mike Hamsterbacke zusammen mit seinem Vater Alfred in einem kleinen Haus. Seine besten Freunde sind Birne, eine lebendige Glühlampe aus China, und der Gelehrte Dr. Karl Höhn, ein Mischwesen aus Maus und Vogel. Seit Ausgabe 02/1989 hat Mike auch eine Freundin namens Tina, die er in der Wurstfabrik von Gottlieb Grunz kennenlernte, als sie dort als Werkskrankenschwester tätig war.
Mikes Gegenspieler seit Ausgabe 5/1982 heißt Gierschlund Wolf, ein notorischer Gauner und Tagedieb. Anfangs richtet er sein ganzes Leben nur darauf aus, Mike in den Kochtopf zu befördern. Doch seine eigene Unfähigkeit und Selbstüberschätzung machen ihm immer wieder einen Strich durch die Rechnung.
Eine typische Mike-Geschichte beginnt meist damit, dass Mikes Vater in der örtlichen Tageszeitung (Sülzberger Bote) für seinen Sohn einen Aushilfsjob sucht, damit der „sein Taschengeld aufbessern“ kann. Mike stürzt sich dann mit einer solchen Euphorie in seinen neuen Job, dass am Ende immer irgendetwas fürchterlich schiefgeht und er die gerade erst erworbene Stelle wieder los ist.
Mit Ausgabe 11/1986 wurde das Konzept geändert, viele Mike-Geschichten sind seitdem Abenteuerstories, in denen Mike zusammen mit Dr. Karl Höhn (und später auch Tina) durch die Welt reist.
Die Geschichten um Gierschlund Wolf bilden ab hier oft Einzelabenteuer ohne Bezug zu den Mike-Abenteuern, in denen er und sein Nachbar Donald Dachs auftreten. Oft werden die beiden als Rivalen dargestellt, aber in manchen Geschichten wird auch klar, dass sie sich doch als Freunde ansehen. Weitere wiederkehrende Figuren bei Gierschlund Wolf sind seine Freundin Eulalia Wolf und sein Onkel Wolfman Jack aus Chicago (welcher mit amerikanischem Akzent spricht) sowie Donald Dachs' Freundin Doris Dachs.
Auch die Geschichten um Birne sind nun eigenständig und finden meistens in dessen Nachbarschaft statt, die allesamt aus lebendigen Alltagsgegenständen wie Flaschen, Fernsehern o. ä. besteht. Neben Birnes Freunden Seppel Seppelhut und Luise Lexikon ist häufig sein Streit suchender Nachbar Otto Blödeimer mit von der Partie.
Seit Ausgabe 04/1997 besteht rund die Hälfte der Inhalte aus Nachdrucken älterer Ausgaben (ab 1986). Mit Ausgabe 03/2007 wurde die Heftreihe eingestellt.

## Mike und das Geheimnis des Zwergenwaldes
Der längste Mike-Comic, die jemals erschienen ist, ist die Fortsetzungsgeschichte „Mike und das Geheimnis des Zwergenwaldes“. Er erschien von Ausgabe 05/1979 bis Ausgabe 03/1982 und zählte 18 Folgen auf insgesamt 130 Comicseiten.
Die Geschichte handelt von einem Campingausflug, den Mike, Dr. Karl Höhn und Birne im idyllischen Zwergenwald, unweit von Sülzberg, verbringen wollen. Am Zeltplatz angekommen, verläuft sich Karl prompt beim Holzsammeln, stürzt in eine Höhle und wird vom freundlichen Waldläufer Wurzelwarz gerettet. Mike und Birne haben sich mittlerweile auf die Suche nach Dr. Höhn gemacht und stürzen dabei ebenfalls in die Grotte. Von da an entspannt sich ein waschechtes Fantasy-Epos mit Zwergen, Drachen, Elben, einem geheimnisvollen goldenen Schlüssel und einem bösen Zauberer namens Feuerbart samt seinen dämonischen Spießgesellen.